# André Blaise
 (juin 2020).
Si vous disposez d'ouvrages ou d'articles de référence ou si vous connaissez des sites web de qualité traitant du thème abordé ici, merci de compléter l'article en donnant les références utiles à sa vérifiabilité et en les liant à la section « Notes et références ».
André Blaise, né le 18 janvier 1888 à Soumagne et mort en mai 1941 à Verviers, est un coureur cycliste belge. Professionnel de 1907 à 1922, il a notamment remporté une étape du Tour de Belgique en 1911.

## Palmarès
- 1907
  - 2e de Heuseux-Bastogne-Heuseux
- 1908
  - Arlon-Aywaille
  - Blegny-Saint-Trond-Blegny
  - Bruxelles-Micheroux
  - Heuseux-Bastogne-Heuseux
  - Soumagne-Bastogne-Soumagne
  - Trooz-Durbuy
  - Mortier-Houffalize-Mortier
  - 2e de Fécher-Hasselt-Fécher
- 1909
  - Tignée-Momalle
  - 2e de Paris-Liège
  - 2e de Reims-Charleroi
- 1910
  - Heuseux-Namur-Heuseux
  - Soumagne-Bastogne-Soumagne
  - 8e du Tour de France
- 1911
  - 4e étape du Tour de Belgique
- 1912
  - 2e de Bruxelles-Oupeye
  - 3e du Tour de Belgique
  - 3e de Liège-Bastogne-Liège
- 1913
  - 10e de Paris-Roubaix
  - 10e de Milan-San Remo

## Résultats sur le Tour de France
- 1909 : abandon (3e étape)
- 1910 : 8e
- 1911 : abandon (3e étape)
- 1912 : abandon (4e étape)
- 1914 : abandon (4e étape)